# Valláspszichológia
A valláspszichológia a lélektan szemszögéből vizsgálja a vallásosságot, és a lélektan releváns elméleteit és módszereit használja a komplex vallásos jelenségek vizsgálatára, valamint törekszik ezen jelenségek más pszichológiai jelenségekkel való összefüggéseinek megértésére.

## Legfontosabb kérdései
- A teisztikus és ateista (ill. humanisztikus) világnézetű emberek közötti hasonlóságokat és különbségeket vizsgálja, értelmezi, magyarázza.
- A vallásos hit eredetét, fejlődését, az Istennel való kapcsolat alakulását, valamint az istenkép formálódásának általános törvényszerűségeit vizsgálja.
- A vallásosság következményeinek, hatásainak leírása.

## Módszerei
- kérdőívek, interjúk: a tudományos valláspszichológia legfontosabb módszere a kezdetektől fogva. Ma is ez a leggyakrabban használt módszer.
- kísérlet: ritkán használják, mert a vallás túl komplex és nehezen megfogható jelenség ahhoz, hogy laboratóriumban vagy terepen vizsgálható legyen.
- projektív teszt: használatos, de a különböző területeken használt tesztek változtatásra szorulnak.
- Újabban használt módszerek: életrajzi visszaemlékezések, személyes iratok, naplók, valamint az életút elemzés és az ellenőrzött introspekció.

## A valláspszichológia rövid története
Kezdetben az európai és az amerikai valláspszichológia eltérő utakat követett: Európában elméletibb és egészlegesebb jellegű volt, míg Amerikában kezdettől fogva empirikus kutatásokra épült. Európában Freud hatása sokáig gátolta a vallásosság tanulmányozását. Először Wundt tanítványi kezdtek vele foglalkozni személyes érdeklődésből.

### A valláspszichológia első szakasza (1880 – kb. 1930)

#### Európai valláspszichológia
- Wundt (1832-1920): a magasabb lelki folyamatokat (köztük a vallást) történelmi és etnográfiai elemzések alapján vizsgálta. 1905 és 1909 között jelent meg „Mítosz és vallás” című 2000 oldalas, 3 kötetes műve.
- Az ő munkáját használta fel és bírálta Külpe és Girgersohn; ez utóbbi tanítványaival a szisztematikus „kísérleti” introspekcióval végzett vizsgálatokat.
- Francia nyelvterületről: Janet, Bovet, Piaget
  - Janet: hisztériával foglalkozott, és ezzel kapcsolatban írt le patológiás vallásos jelenségeket.
  - Bovet: személyes dokumentumok elemzése alapján vizsgálta a szülőkép és az istenkép összefüggéseit, és a szoros érzelmi kapcsolatok hatásait.
  - Piaget tevékenysége inkább szervező jellegű volt (bár valláspszichológiai előadásokat is tartott, valamint megjelentetett két könyvet a témában). 1921-ben átvette a genfi Rousseau Intézet vezetését, ahol létrehozott egy valláspszichológiai kutatócsoportot.
- Jelentős hatása volt Freudnak, aki bár zsidó származású volt, gyűlölettel viseltetett a vallás (főként a katolikus vallás) iránt. Nézeteit először 1907-ben jelentette meg a Zeitschrift für Religionpsychologie című folyóiratban, később több könyvet is kiadott ebben a témában.

#### Amerikai fejlemények
- Amerikában Stanley Hallt tartják a valláspszichológia megalapítójának, aki 1881-ben előadássorozatot hirdetett a Harvard Egyetemen a vallásos megtérés témakörében. Az első amerikai vizsgálatok is ebben a témában készültek, ám Hall céljai eltértek a mai valláspszichológiától.
- Valójában William James (1842-1910) teremtette meg az amerikai valláspszichológiát. Nagy hatással volt rá Wundt munkássága. Az individualitással, az egész emberre érvényes problémákkal kezdett foglalkozni. Nézeteit „A pszichológia elvei” című munkában fogalmazta meg, legfontosabb valláspszichológiai munkája „A vallásos tapasztalatok sokfélesége”. Meghatározott vallásossági formákat és típusokat.

### A valláspszichológia háttérbe szorulása

#### Európai fejlemények
- Wundt tanítványai körében háttérbe szorultak az empirikus kutatások, a valláspszichológiának az elméleti jellege erősödött.
- Sprangler (1882-1963) az ember belső világára helyezte a hangsúlyt, a vallásosság egyéni jellemzőit, vallásos attitűdöket vizsgált, s hatással volt az amerikai valláspszichológiára is.
- A neofreudisták észrevették (és vizsgálták) a vallás pozitív hatásait
  - Fairbain, Guntrip, Winnicott és Rizzuta (a tárgykapcsolat-elmélet képviselői) az ember – Isten kapcsolatot vizsgálták az anya – gyerek kapcsolat mintájára, valamint az isten-reprezentációk alakulásának folyamatát írták le.
  - Erikson munkái közül jelentősek a Gandhiról, Lutherről és a Játék racionalitásáról írt könyvei, valamint a jézusi hegyi beszédről írt esszéje.
- A Leuveni Katolikus Egyetem valláspszichológiai kutatói (Godin, Vergote) empirikus kutatásokat végeztek, kiadták a Lumen Vitae-t, és létrehozták a ma is működő valláspszichológiai kutatóközpontot.

#### Amerikai fejlemények
- Az 1940-es években a valláspszichológia valamelyest háttérbe szorult, érdeklődési köre átkerült a pasztorálpszichológia területére.
- Allport azonban ezen időszak alatt alkotta meg személyiség- és valláspszichológiai műveit, vizsgálóeszközét, és végezte valláspszichológiai kutatásait.

### A valláspszichológia fellendülése (1970-1990)
- Az ’50-es évekre tehető kognitív fordulat és a humanisztikus nézőpont kiemelkedésének hatására a valláspszichológia újra előtérbe került a pszichológusok körében. A valláspszichológia fellendülésére számos kutató munkája hatással volt: Maslow, V. Frankl, Piaget követői, az angol Goldman, a svájci Oser és Reich, a német Grom valamint az amerikai Elkind és Fowler.
- Ebben az időszakban jelenik meg az ún. transzperszonális pszichológia, mely Maslow és Jung munkája nyomán a keleti vallásosság és misztika felé fordul.

### Napjaink valláspszichológiája
- Az 1990-es években megnövekedett az érdeklődés a spiritualitás és a vallásosság iránt – jelentős a transzperszonális pszichológia és az ún. New Age hatása.
- Létrejöttek nemzeti és nemzetközi szervezetek, folyóiratok, melyek a valláspszichológia fórumaként szolgálnak.
- Az európai valláslélektan négy jelentős központ köré szerveződik:
  - A skandináv országok, ahol Sunden tanítványai: Wikström, Holm a legjelentősebb kutatók,
  - A leuveni egyetem valláspszichológiai kutatócsoportja (Godin és Vergote tanítványai),
  - Német nyelvterületen a svájci Oser, Gmünder, és a német Utsch, Grom,
  - A római Gergely Egyetem pszichológiai intézete.

- Az USA-ban különösen a klinikai területeken nagy az érdeklődés a valláspszichológia iránt, valamint jelentősek a különböző vallásos felekezetek által fenntartott egyetemek, főiskolák.

## A magyarországi valláspszichológia helyzete
- Az első valláspszichológiai munka a „Tapasztalati valláslélektan” egy Külpe tanítvány, Vető Lajos (1966) nevéhez fűződik. A ’70-es években már eljutott egy-két európai mű hazánkba, ám a valláspszichológia intenzív tanulmányozása és oktatása csak a ’90-es években kezdődött el. Jelenleg több egyházi egyetemen és főiskolán folyik a valláslélektan oktatása, valamint a Szegedi Egyetemen létrejött Vallástudományi Tanszék programjában is helyet kapott a valláspszichológia.
- Tomcsányi Teodóra és munkatársai a mentálhigiénés és lelkigondozói posztgraduális képzésében is helyet kapott a valláspszichológia, valamint kutatásokkal, kiadványokkal segítik a terület fejlődését.
- 1990-ben megalakult a Katolikus Pszichológusok Baráti Köre, amely megpróbálta összefogni a különböző területeken dolgozó vallásos (nem csak katolikus) pszichológusokat.
- 2003-ban megalakult a Magyar Pszichológiai Társaságon belül egy valláspszichológiai szekció, melynek alapító tagjai a Katolikus Pszichológusok Baráti Köréből kerültek ki.
- Az első kutatás az OTKA támogatásával 2003-ban indult a PPKE-n Horváth-Szabó Katalin vezetésével „Vallásosság és személyiség” témában.
- A valláspszichológiai szakemberképzés ugyancsak a PPKE-n folyik graduális pszichológusképzés keretében.

## A valláspszichológia szerveződése
- Európa egyik legjelentősebb valláspszichológiai társasága az Internationale Gesellschaft für Religionpszychologie, mely kisebb-nagyobb megszakításokkal 1914 óta működik. Folyóirata az Archiv für Religionpsychologie.
- Az európai fejlődés másik jelentős intézménye a Leuveni Katolikus Egyetem valláspszichológiai kutatócsoportja. 1945-től adják ki a Lumen Vitae című periodikát.
- 1956-ban alakult a Nemzetközi Valláspszichológiai Bizottság, mely ’60-ban csatlakozott az Internationale Gesellschaft für Religionpsychologie-hez.
- A legjelentősebb amerikai szerveződés az Amerikai Pszichológiai Társaság (APA) valláspszichológiai szekciója. Folyóirata az 1991-ben indult International Journal for the Psychologie of Religion.
- A legjelentősebb valláspszichológiai műveket közlő amerikai folyóiratok a Review of Religious Research (1958-tól) és a Journal for the Scientific Study of Religion (1961-től).

## Ajánlott irodalom
- Zych, A. A. (2012) Pomiędzy wiarą a zwątpieniem: Wprowadzenie do psychologii religi. Kraków: IMPULS. (lengyelül) ISBN 978-83-7587-286-6